# 血清反応陰性関節炎
血清反応陰性関節炎（seronegative arthritis）は、亜急性に関節炎を発症し、関節内に菌が認められず（化膿性関節炎ではなく）、その上リウマチ因子が陰性である疾患群をあらわす。これは必要条件であり、たとえばリウマチ熱やライム病もこの条件を満たすが血清反応陰性関節炎とは言わない。欧米人の患者では共通の遺伝的背景（HLA-B27）をもつことが多いことからHLA-B27関連関節炎とも呼ばれるが、これは日本人のようなアジア人の患者には必ずしも当てはまらない。また関節の中でも脊椎に特徴的に関節炎をおこしやすいことから血清反応陰性脊椎関節炎seronegative spondylarthritides、あるいは単に脊椎関節炎spondylarthritides、脊椎関節症spondyloarthropathy、などとも言われる。
確定診断といえるものはなく、診断は困難である。反応性関節炎と呼ばれることもあるが、これはより細かい病名にも使われるのであまり適切ではないと思われる。線維筋痛症の患者には、少なからずこの疾患を背景にして二次的に発病している者が含まれていることが明らかになりつつある。
但し、リウマチ因子が陰性である事が血清反応陰性関節炎と呼ぶ為の必要条件ではあるが、たとえリウマチ因子が陽性であっても、総合的に判断して、血清反応陰性関節炎に分類される各疾患だと診断する場合がある。当然、稀にリウマチと併発する場合もある。例えばリウマチでは指の第一関節に炎症が認められないが、乾癬性関節炎では第一関節に炎症が認められる事が多く、この様な場合リウマチ因子が陽性であっても乾癬性関節炎と診断される場合がある。

## 代表疾患
- 強直性脊椎炎 (Ankylosing spondylosis; AS)
重大な骨外合併症として、心ブロックと大動脈閉鎖不全症などがあり、失神をおこすこともあるので注意が必要である。
- 未分化型脊椎関節炎 (Undifferentiated spondylarthritis; USpA)
かつては分類不能脊椎関節炎と訳されており、低い頻度で発生する疾患とされたが、強直性脊椎炎と同等の頻度で発生していることが明らかになりつつある。
- 反応性関節炎 (Reactive arthritis; ReA)
結膜炎、尿道炎、関節炎を合併するものを以前ライター症候群と呼んでいたものだが、現在は尿道炎や腸炎に続発する無菌性関節炎でHLA-B27陽性であるものを反応性関節炎と称する。
  - 腸炎（赤痢菌、サルモネラ、エルシニア、キャンピロバクターなど）後のもの
  - 尿道炎（クラミジア・トラコマティスなど）後のもの
- 乾癬性関節炎（関節症性乾癬、Psoriatic arthritis）
- 腸疾患性関節炎 (Enteropathic arthritis)
  - 炎症性腸疾患（潰瘍性大腸炎、クローン病）に伴うもの
- ウィップル病、SAPHO症候群を含めることもある（HLA-B27の頻度が高いらしい）。

## 治療法
病態によっては（反応性関節炎などは特に）自然寛解もありえる。一方、強直性脊椎炎や乾癬性脊椎炎は難治性で、関節リウマチと同等の関節破壊を伴う。関節リウマチと同様にメトトレキサートを中心とした治療をおこなうほか、最近ではインフリキシマブやエタネルセプトを用いた抗TNF-α療法も効果を示している。